# Reggenza di Tana Tidung
La reggenza di Tana Tidung (in indonesiano: Kabupaten Tana Tidung) è una reggenza dell'Indonesia, situata nella provincia di Kalimantan Settentrionale.